# Janina Berman
Janina Berman, född 9 november 1945 i Åbo, är en finländsk skådespelare.

## Biografi
Berman har varit verksam vid Åbo Svenska Teater från 1969 till sin pensionering 2011. Hon har spelat i flera filmer och TV-serier, till exempel Hovimäki och Graven.

## Teater

### Roller (ej komplett)
| År   | Roll         | Produktion        | Regi          | Teater          |
| ---- | ------------ | ----------------- | ------------- | --------------- |
| 2017 | Edit Fischer | Tro Julian Garner | Julian Garner | Svenska Teatern |